# 레벨 스윙
레벨 스윙은 야구 스윙 방법 중의 한 종류이다.
레벨 스윙은 배트를 수평으로 눕혀 치는 스윙으로, 가장 이상적인 스윙 방법이라고 할 수 있다.
공이 맞으면 평균적으로 직선으로 쭉 뻗는다.
다른 스윙 방법으로는 다운 스윙, 어퍼 스윙 등이 있다. 레벨 스윙의 반대로는 깎아치기가 있다.